# Petr Korbel
Petr Korbel (Havířov, 6 giugno 1971) è un tennistavolista ceco. Ha partecipato a cinque Olimpiadi dal 1992 al 2008.
La sua miglior performance alle Olimpiadi è stata nel 1996, quando è arrivato quarto nel singolo, perdendo contro il tedesco Jörg Rosskopf nella partita per la medaglia di bronzo..
Due racchette da tennistavolo gli sono state dedicate e portano il suo nome.

## Palmarès
- Olimpiadi

Atlanta 1996: 4º posto nel singolo
- Mondiali
  - 1991: bronzo a squadre
- Europei
  - 2000: bronzo nel singolo
  - 2003: bronzo a squadre
  - 2005: bronzo a squadre
  - 2010: bronzo a squadre